# Dixie Parade
Dixie Parade è un EP (mini album) a nome di Ray Anthony and His Orchestra, pubblicato dalla Capitol Records nel 1954.

## Tracce
Lato A
1. The Darktown Strutters' Ball – 2:55 (Shelton Brooks) – Registrato il 18 marzo 1949 a New York City, New York
2. When the Saints Go Marching in March – 2:34 (Tradizionale) – Registrato il 3 aprile 1953 a Chicago, Illinois

Durata totale: 5:29
Lato B
1. Spaghetti Rag – 2:24 (George Lyons, Bob Yosco) – Registrato il 21 febbraio 1950 al Capitol Studios di Hollywood, California
2. Way Down Yonder in New Orleans – 3:43 (Henry Creamer, Turner Layton) – Registrato il 22 febbraio 1950 al Capitol Studios di Hollywood, California

Durata totale: 6:07

## Musicisti
The Darktown Strutters' Ball
- Ray Anthony – tromba
- Fern Caron – tromba
- Al DeRisi – tromba
- Marty White – tromba
- Knobby Liderbauch – tromba, trombone
- Tom Oblak – trombone
- Kenny Schrudder – trombone
- Ken Trimble – trombone
- Earl Bergman – sassofono alto, clarinetto
- George Meisner – sassofono alto, clarinetto
- Lou Sador – sassofono tenore
- Billy Usselton – sassofono tenore
- Leo Anthony – sassofono baritono
- Eddie Ryan – pianoforte
- Danny Gregus – chitarra
- Al Simi – contrabbasso
- Dick Friedauer – batteria
- Dean Kincaide – arrangiamenti

When the Saints Go Marching in March
- Ray Anthony – tromba, voce
- Darryl Campbell – tromba
- Pat Roberts – tromba
- Ray Triscari – tromba
- Dale Turner – tromba
- Sy Berger – trombone
- Vince Forrest – trombone
- Dick Reynolds – trombone
- Ken Schrudder – trombone
- Earl Bergman – sassofono alto, clarinetto
- Jim Schneider – sassofono alto, clarinetto
- Tom Loggia – sassofono tenore
- Billy Usselton – sassofono tenore
- Leo Anthony – sassofono baritono
- Dave Sills – pianoforte
- Earl Backus – chitarra
- Don Simpson – contrabbasso
- Archie Freeman – batteria

Spaghetti Rag e Way Down Yonder in New Orleans
- Ray Anthony – tromba
- Woody Faulser – tromba
- Chuck Mederis – tromba
- Marty White – tromba
- Keith Butterfield – tromba, trombone
- Tom Oblak – trombone
- Bob Quatsoe – trombone
- Dick Reynolds – trombone
- Earl Bergman – sassofono alto, clarinetto
- Steve Cole – sassofono alto, clarinetto
- Bob Tricarico – sassofono tenore
- Billy Usselton – sassofono tenore
- Leo Anthony – sassofono baritono
- Eddy Ryan – pianoforte
- Danny Gregus – chitarra
- Al Simi – contrabbasso
- Mel Lewis – batteria